# Distretto di Nowa Sól
Il distretto di Nowa Sól (in polacco powiat nowosolski) è un distretto polacco appartenente al voivodato di Lubusz.

## Geografia antropica

### Suddivisioni amministrative
Il distretto comprende 8 comuni.
- Comuni urbani: Nowa Sól
- Comuni urbano-rurali: Bytom Odrzański, Kożuchów, Nowe Miasteczko
- Comuni rurali: Kolsko, Nowa Sól, Otyń, Siedlisko